# Громов Віктор Олексійович
Віктор Олексійович Громов (нар. 3 лютого 1965) — радянський та український футболіст, нападник та півзахисник.

## Життєпис

### Початок кар'єри
Віктор Громов народився 3 лютого 1965 року. Перші кроки в дорослому футболі робив у складі донецького «Шахтаря», кольори якого захищав з 1987 по 1988 рік. Проте через високу конкуренцію в складі «гірників» був переведений до дубля, у складі якого того ж року зіграв 3 матчі та відзначився 1 голом у першості дублерів.
Для отримання необхідної в його віці ігрової практики був відправлений в аматорський клуб «Південьсталь» (Єнакієве). У складі цієї команди став володарем Кубку ім. М. Мержанова та кубку Донеччини. Потім Віктор відіграв і ключову роль у фіналі аматорського кубка України. Фінальний поєдинок складався з двох матчів, суперником єнакієвського колективу був дрогобицький «Авангард». У Дрогобичі перемогу святкували гості з рахунком 2:0, але в Єнакієвому місцева команда за підтримки власних трибун зуміла відігратися. Після завершення основного часу поєдинку єнакієвці вели з рахунком 2:0, але підсумковим рахунком був 2:2, отож суддя поєдинку призначив додатковий час. В одному з епізодів у власному штрафному майданчику гравці «Авангарду» збили Громова. Було призначено пенальті, який було реалізовано. «Південьсталь» виграла Кубок України, а разом з ним і приз республіканської газети «Радянська Україна». Завдяки цьому успіху на Віктора звернули увагу вже професіональні клуби й того ж року він перейшов на правах оренди до запорізького «Торпедо», яке на той час виступало в Другій союзній лізі. У складі «торпедівців» Громов зіграв 2 матчі в чемпіонаті СРСР.
У 1988 році повернувся до складу «Шахтаря». 16 червня 1988 року дебютував у футболці головної команди «гірників» у переможному (3:1) виїзному поєдинку 5-го туру групи «Б» Кубку Федерації проти алматинського «Кайрата». Віктор вийшов на поле в стартовому складі та відіграв увесь матч. Проте цей матч виявився єдиним для гравця в першій команді, решту часу він виступав у дублі, в складі якого відзначився 4-ма голами.
У 1989 році знову повернувся до складу «Південьсталі», яка виступала в чемпіонаті УРСР. У складі єнакієвського колективу зіграв 18 матчів та відзначився 8-ма голами. Того ж року завдяки впевненій та результативній грі привернув до себе увагу друголігового маріупольського «Новатора». У складі маріупольців зіграв 14 матчів та відзначився 1 голом.

### «Шахтар» (Павлоград)
У 1990 році приєднався до складу павлоградського «Шахтаря», який на той час виступав у Другій нижчій лізі радянського чемпіонату. З 1990 по 1991 роки зіграв у цьому турнірі 83 матчі та відзначився 32 голами. Після розпаду СРСР павлоградський колектив отримав можливість стартувати в першому розіграші Першої ліги чемпіонату України та кубку України. Дебютував у першому розіграші національного кубка 16 лютого 1992 року в переможному (2:1) домашньому поєдинку 1/32 фіналу проти херсонського «Кристала». Віктор вийшов на поле в стартовому складі, а на 88-й хвилині його замінив Валерій Юдін.
У першій лізі дебютував 14 березня 1992 року в програному (1:3) виїзному поєдинку 1-го туру підгрупи 2 проти маріупольського «Азовця». Громов вийшов у стартовому складі та відіграв увесь матч. Дебютним голом у першій лізі відзначився 20 березня 1992 року на 54-й хвилині нічийного (1:1) виїзного поєдинку 3-го туру підгрупи 2 проти криворізького «Кривбаса». Громов вийшов у стартовому складі та відіграв увесь матч. За підсумками сезону 1992 року зіграв 26 матчів та відзначився 14 голами, ще 2 поєдинки провів у кубку України.

### «Кривбас»
Сезон 1992/93 років розпочав у складі «Шахтаря», але зігравши 1 поєдинок у кубку України, перейшов до вищолігового криворізького «Кривбаса». Дебютував у «вишці» 16 серпня 1992 року в переможному (1:0) домашньому поєдинку 1-го туру проти тернопільської «Ниви». Віктор вийшов на поле в стартовому складі та відіграв увесь матч.
Дебютним голом у футболці криворіжан відзначився 1 листопада 1992 року на 23-й хвилині програного (1:5) виїзного поєдинку 12-го туру вищої ліги проти донецького «Шахтаря». Громов вийшов на поле в стартовому складі та відіграв увесь матч. Саме в Кривому Розі пройшли найкращі роки в кар'єрі Віктора. Загалом у футболці криворізького клубу у вищій лізі зіграв 145 матчів та відзначився 18 голами, ще 5 матчів (1 гол) провів у кубку України.

### «Металург» та «Металург-2»
Під час зимової перерви в сезоні 1997/98 років перейшов до запорізького «Металурга». Дебютував у футболці запорожців 9 березня 1998 року в переможному (2:1) домашньому поєдинку 1/8 фіналу кубку України проти тернопільської «Ниви». Громов вийшов на поле в стартовому складі та відіграв увесь матч.
Перший матч за «металургів» у вищій лізі провів 17 березня 1998 року в рамках 16-го туру проти земляків з «Торпедо» (перемога торпедівців, 1:0). Віктор вийшов на поле на 69-й хвилині, замінивши Володимира Коновальчука. Дебютними голами у складі запорожців в чемпіонаті України відзначився 16 червня 1998 року на 60-й та 81-й хвилинах переможного (4:2) домашнього поєдинку 30-го туру проти кіровоградської «Зірки».
Загалом у складі першої команди «металургів» у чемпіонатах України зіграв 27 матчів та відзначився 8-ма голами, ще 4 матчі (1 гол) провів у кубку України.
У сезоні 1998/99 років зіграв також 5 матчів (2 голи) за друголіговий фарм-клуб запорожців, «Металург-2».

### «Поліграфтехніка» та завершення кар'єри гравця
У 1999 році приєднався до олександрійської «Поліграфтехніки», яка на той час виступала в першій лізі чемпіонату України. Дебютував у футболці «поліграфів» 25 липня 1999 року в переможному (2:0) домашньому поєдинку 1-го туру проти луцької «Волині». Віктор вийшов на поле в стартовому складі, на 57-й хвилині відзначився дебютним голом за олександрійську команду, а на 85-й хвилині його замінив Олександр Прудкий. Загалом у чемпіонаті України в складі «Поліграфтехніки» зіграв 13 матчів та відзначився 4 голами.
У 2001 році захищав кольори павлоградського «Факела», у складі якого зіграв 4 матчі (1 гол) у чемпіонаті Дніпропетровської області.

## Стиль гри
Боєць за своєю суттю, який не давав спокою ні собі, ні товаришам по команді, ні суперника. Його «фірмовою стравою» були гострі флангові проходи, несподівані відходи у відрив, кинджальні простріли уздовж воріт. Володів Віктор і добре поставленим ударом. Громова побоювалися всі. «Тримайте Громова!» — кричав з лави запасних Бернд Штанге, коли Віктор здійснював черговий рейд до воріт Дніпра.
Часто лікарі прямо на полі вправляли криворізькому хаву вибиту руку, після чого він знову продовжував грати. Було боляче — терпів, затиснувши в руці спадаючу капітанську пов'язку, йшов сам і вів за собою товаришів в атаку.